# Cerumen
El cerumen, cera o cerilla es una sustancia amarillenta y cerosa secretada por el oído  humano y el de muchos otros mamíferos. El cerumen y la resina desempeñan un importante papel en el canal auditivo del ser humano, ya que ayuda en su limpieza y lubricación, y también proporciona protección contra algunas bacterias, hongos e insectos. El exceso de cerumen o el incrustamiento de este puede presionar el tímpano u ocluir el conducto auditivo externo, además de perjudicar el sentido del oído.

## Producción, composición y diferentes tipos
El cerumen se produce en el tercio externo de la parte cartilaginosa del canal auditivo humano. Es una mezcla de secreciones viscosas de las glándulas sebáceas y secreciones menos viscosas de las glándulas sudoríparas. Los principales componentes del cerumen son los productos finales de la ruta metabólica del β-hidroxi-β-metilglutaril coenzima A, como el escualeno, el lanosterol y el colesterol.
Hay dos tipos distintos de cerumen: el tipo húmedo, que es el que predomina, y el tipo seco, que es menos común. El tipo de cerumen húmedo se caracteriza por ser más claro, pegajoso y húmedo, mientras que el cerumen seco es más oscuro, seco y quebradizo. Se trata de un carácter de herencia monogénica y de dominancia completa, siendo el alelo para cerumen húmedo dominante sobre la forma alternativa para cerumen seco. Entre los asiáticos y los nativos americanos el fenotipo recesivo -cerumen seco, gris y escamoso- es el predominante, mientras que las personas blancas y negras tienen mayor probabilidad de tener el tipo húmedo. El tipo de cerumen ha sido usado por antropólogos para rastrear migraciones, como la de los esquimales.
La diferencia en el tipo de cerumen es el primer carácter visible en los seres humanos cuya base molecular ha sido dilucidada. Se ha determinado que el cambio en un solo nucleótido (una sustitución de guanina por adenina) en el gen ABCC11 es el responsable de tal diferencia. Así, el genotipo AA corresponde al tipo de cerumen seco, mientras que los genotipos AG y GG corresponden al tipo de cerumen húmedo. Se ha demostrado, asimismo, que las células con el genotipo AA muestran una menor actividad excretoria que las células con el genotipo GG. Debido a que la diferencia en el tipo de cerumen está asociada a la producción de sudor, los investigadores conjeturan que los antepasados del este de Asia y los nativos americanos se beneficiaban de esta reducción de la producción de sudor, es decir, que producían una menor cantidad de sudor, ya que, como se piensa, habían vivido en climas fríos.

## Función

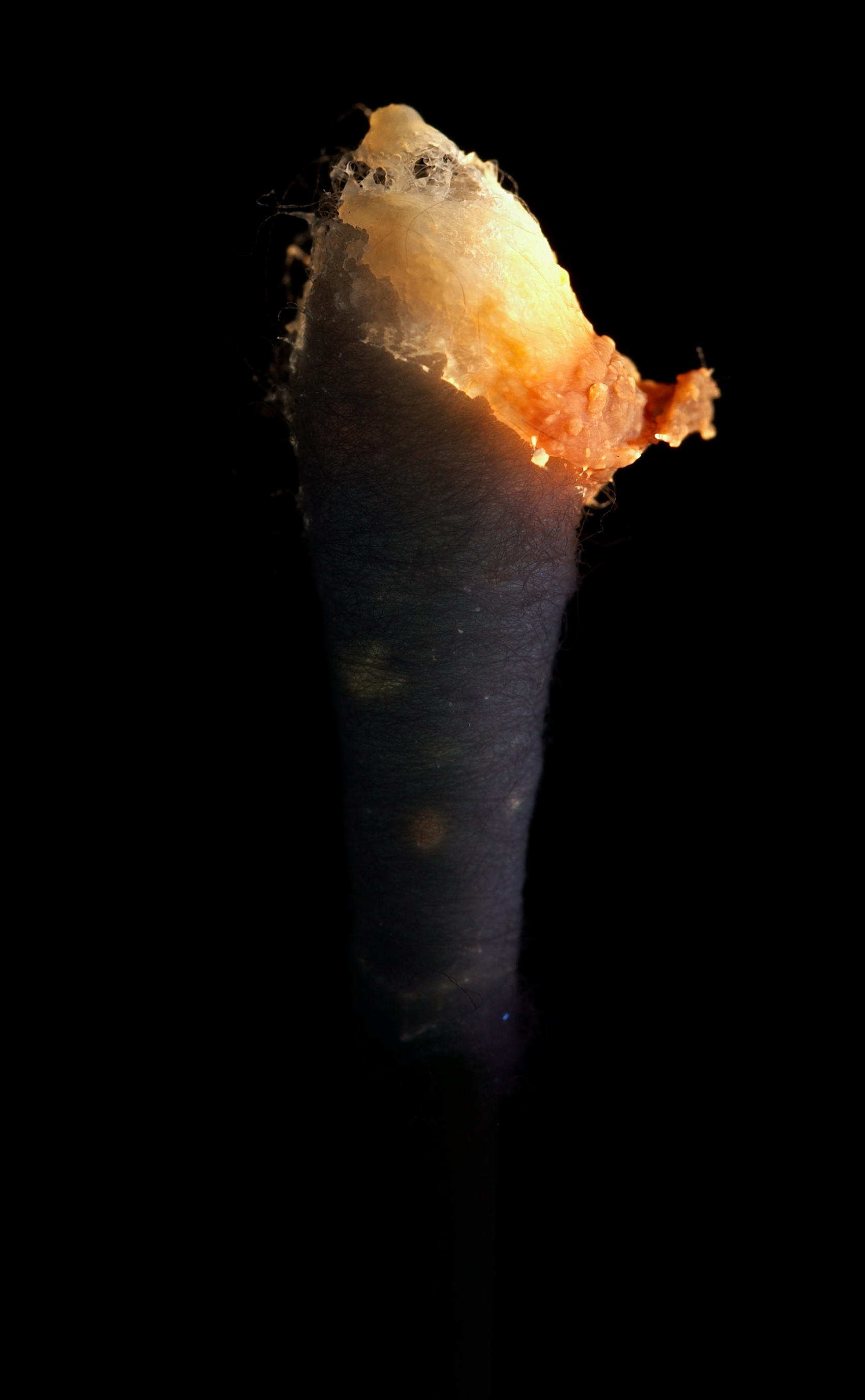
El cerumen húmedo emite fluorescencia débilmente bajo la luz ultravioleta.

### Limpieza
La limpieza del canal auditivo ocurre como consecuencia del proceso "de cinta transportadora" de migración epitelial, ayudado por el movimiento del maxilar. Las células formadas en el centro del tímpano emigran hacia afuera del oído interno, a las paredes del canal auditivo, y aceleran en la entrada de éste. El cerumen, en el canal, también es llevado hacia fuera, llevando consigo cualquier suciedad, polvo y materia particular que puede haberse incrustado en las paredes del canal. El movimiento del maxilar ayuda a este proceso soltando los restos que quedan impregnados en las paredes del canal, aumentando la probabilidad de su expulsión.

### Lubricación
La lubricación previene el desecamiento, picor y pelaje de la piel dentro del canal auditivo; es decir, la asteatosis. Sus propiedades lubricantes provienen de su alto contenido de lípidos, procedentes del sebo producido por las glándulas sebáceas. En el cerumen de tipo húmedo, estos lípidos incluyen colesterol, escualeno y muchos ácidos grasos de cadena larga y alcoholes.

### Papel antibacteriano y antifúngico
Mientras los estudios llevados a cabo hasta los años 1960 encontraron pequeñas pruebas que apoyaban un papel antibacteriano para el cerumen, estudios más recientes han certificado que el cerumen tiene un efecto bactericida sobre algunas especies. El cerumen ha demostrado su eficacia a la hora de reducir la viabilidad de una amplia gama de bacterias (a veces de hasta el 99 %), incluyendo a Haemophilus influenzae, Staphylococcus aureus y muchas cepas de Escherichia coli. El crecimiento de dos hongos, normalmente presente en la  otomicosis, es también considerablemente inhibido por el cerumen humano. Estas propiedades antimicrobianas se deben principalmente a la presencia de ácidos grasos saturados, de lisozimas y, sobre todo, al pH relativamente bajo del cerumen (normalmente alrededor del 6,1 en individuos normales).

## Extracción
El exceso de cerumen puede impedir el paso del sonido por el canal auditivo, causando la pérdida del sentido del oído. También se estima que es la causa del 60-80 % de los problemas de oído que conducen a la necesidad de emplear audífonos como prótesis. Como se ha mencionado anteriormente, el movimiento de la mandíbula ayuda al proceso de la limpieza natural de los oídos, por lo que mascar un chicle o hablar pueden ayudar a ella. Si esto no es suficiente, el método más común de retirar el cerumen es acudiendo a los médicos de familia, que inyectan agua caliente con una jeringuilla (método usado por el 95 % de los médicos de familia). El método de cureta es usado por otorrinolaringólogos cuando el canal auditivo está parcialmente ocluido y la materia no se adhiere a la piel del canal auditivo.Es importante recalcar que,no se debe actuar por cuenta propia en la extracción del cerumen ya que se  puede hacer lesiones  heridas daño o causar enfermedades al oído y solo lo debe hacer el médico y su personal de salud calificado debidamente por las autoridades sanitarias. 

### Cerumenolítico
En los casos de los que tienen el tipo húmedo de cerumen, es, por lo general, necesario ablandar la cera antes de su retirada. Este proceso se denomina cerumenolítico, y se consigue usando un agente cerumenolítico que se encuentra en el canal auditivo. El tratamiento casero más común para retirar el cerumen mediante este método es el aceite de oliva. Otros cerumenolíticos están disponibles en productos que se encuentran a la venta en las tiendas.
Un cerumenolítico debe ser usado 2 o 3 veces al día durante 3 o 5 días antes de la extracción del cerumen. Una revisión sistemática de los estudios de la eficacia de preparativos tópicos para la extracción del cerumen concluyó que el cerumenolítico no es mejor que ningún otro tratamiento. La aplicación de cualquier cerumenolítico media hora antes de la inyección es probablemente tan eficaz como la aplicación del mismo durante varios días.

### Inyección

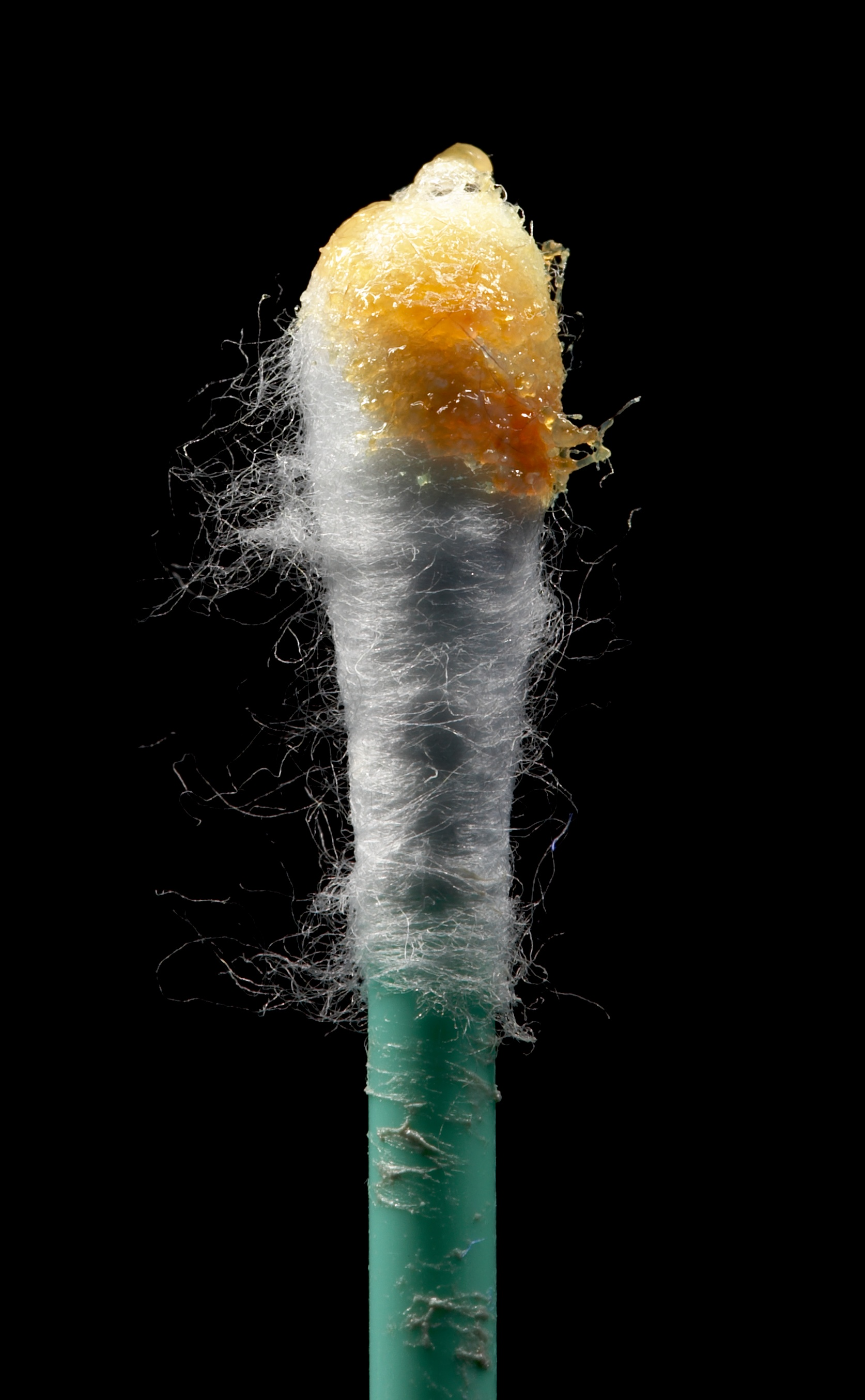
Cerumen en un hisopo de algodón.

Una vez que el cerumen se ha suavizado, puede ser retirado de la oreja mediante la irrigación. Las técnicas de inyecciones de agua son descritas con gran detalle por Wilson y Roeser, y Blake entre otros, quienes asesoran que debe ser inyectado desde la espalda en el oído, con la boquilla de la jeringa hacia arriba y ligeramente hacia atrás para que el agua se dirija hacia el techo del canal. La solución irrigada se dirigirá al oído externo para salir arrastrando con ella toda la cera y diversos residuos. La solución utilizada para irrigar el canal auditivo suele ser agua caliente, una solución salina normal, una solución de bicarbonato de sodio, o una solución de agua y vinagre para ayudar a prevenir infecciones secundarias.
Los pacientes suelen preferir que la solución de irrigación esté a la temperatura corporal, ya que el mareo es un efecto secundario común de la inyección de fluidos que son más fríos o más calientes que la temperatura del cuerpo. Sharp recomienda que la solución tenga una temperatura de 37 °C, mientras que Blake recomienda el uso del agua a 38 °C, un grado por encima de la temperatura corporal. Debe utilizarse una jeringa para que el flujo de agua sea inyectado suavemente en el oído. Para los niños el ritmo y la velocidad debe ser inferior. Puede ser necesario que el oído deba ser irrigado varias veces seguidas.

### Con cureta
El cerumen se elimina mediante la utilización de un hisopo, que lo despega y lleva fuera del canal auditivo. En Occidente, la utilización de una cureta es a menudo llevada a cabo solamente por parte de profesionales de la salud. Eliminar el cerumen raspando con un hisopo es una práctica muy común en el Este de Asia. La mayoría de los asiáticos orientales tienen el tipo seco de cerumen, que es muy fácil de eliminar mediante el método del raspado.

### Extractores de silicona
Actualmente existen diferentes dispositivos de extracción de cerumen con cabezal de silicona. Los modelos más habituales disponen de un cabezal en forma de espiral que por medio de un pequeño motor eléctrico extrae el cerumen. Existen además otros modelos con cabezal en forma de cucharilla, los más modernos incorporan una cámara que permite ver en todo momento el lugar la zona que estamos limpiando.
El uso de este tipo de limpiadores de oídos se ha popularizado debido a la mayor suavidad de la silicona con el canal auditivo, y a que la extracción en espiral minimiza los riesgos de empujar el cerumen hacia el interior del canal auditivo.

### Riesgos
La limpieza del cerumen del canal auditivo no está exenta de riesgo. El único método de limpieza del cerumen que se puede llevar a cabo en casa es el de la inyección de agua, siempre y cuando el flujo no sea demasiado potente. Todos los demás métodos solo deben ser llevados a cabo por personas que hayan sido lo suficientemente formadas como para realizarlos. 
Bull aconseja a los médicos: 

Después de la eliminación de la cera, inspeccionar minuciosamente para asegurarse de que no queda ningún resto. Este paso puede parecer superfluo, pero con frecuencia es ignorado. Este consejo también es ratificado por Sharp, que, en una encuesta en la que participaron 320 médicos generalistas, demostró que solo el 68 % de los médicos inspeccionaba el canal auditivo después de la irrigación de este para comprobar que la cera había sido eliminada. Como resultado de ello, el hecho de no quitar la cera restante del canal crea aproximadamente el 30 % de las complicaciones asociadas con el procedimiento de irrigación del canal. Otras complicaciones incluyen la otitis externa, dolores, vértigo, acúfenos y la perforación del tímpano.

### Bastoncillos de algodón
En general se recomienda no utilizar bastoncillos de algodón para extraer el cerumen, ya que lo que se consigue normalmente es empujar la cera más adentro del canal auditivo y, si se utilizan sin cuidado, perforar el tímpano. La abrasión del canal auditivo, en particular después de que el agua haya entrado tras nadar o bañarse, puede conducir a la infección del oído medio. Asimismo, el trozo de algodón puede quedar atrapado en el canal auditivo. Los bastoncillos de algodón solo deben utilizarse para limpiar el oído externo.
Sin embargo, desde el punto de vista ocupacional y como parte del programa de protección auditiva, la inserción de protectores auditivos en el canal auditivo (tapones de espuma o silicona) requiere un conducto limpio, el cual solamente se consigue con la higiene del conducto de manera regular (diaria o interdiaria) por el propio usuario, utilizando para ello los bastoncillos de algodón. 
En el puesto de trabajo, además del ruido industrial propio del área de trabajo (máquinas, motores, etc.), se generan partículas de polvo, gases, humos (metálicos o de combustión), vapores y otros, que favorecen una mayor producción de cerumen, por lo que existe la necesidad de una limpieza diaria o interdiaria. 
Si el trabajador esperase un lavado de oídos a los 3 o 6 meses, el conducto auditivo ocupado por cerumen no permitiría la inserción adecuada de los tapones y por tanto el nivel de protección auditiva sería inadecuado, con la consecuente posibilidad de Daño Auditivo Producido por Ruido (DAIR) e Hipoacusia Laboral posterior. 
Las recomendaciones complementarias desde el punto de vista ocupacional en torno a la higiene del conducto son: limpieza del canal auditivo con bastoncillos garantizados, realizando movimientos suaves, rotatorios y circulatorios que no vayan más allá del tercio medio del conducto. La frecuencia recomendada debe ser diaria o interdiaria, según el nivel de exposición laboral y el grado de producción de cerumen.

### Prácticas alternativas
Una de la prácticas alternativas es una terapia térmica, llamada en inglés ear candling, típica de la medicina popular, que reivindica servir para retirar la cera del oído y mejorar la salud de este. Se trata de poner una vela dentro del agujero que forma el canal auditivo y encender dicha vela. Se cree que el aumento de aire caliente retira la cera y "toxinas" de la oreja. Esta terapia es un recurso marginal en América del Norte y Europa, pero los beneficios que promete no están comprobados. Además cabe la posibilidad de que se derrita la cera caliente y gotee dentro del oído de la persona, y si la cera caliente interactúa contra el tímpano, puede causar gran dolor y una posible lesión auditiva. Ernst considera que esta terapia térmica no tiene ningún efecto real sobre la limpieza de cerumen del canal auditivo y que plantea un peligro de lesiones de oído. Llega a la conclusión de que esta terapia es «un triunfo de la ignorancia sobre la ciencia».

## Cerumen de las ballenas
Muchas especies de ballena tienen una acumulación anual de cerumen, pudiendo llegar a añadir una, dos, o hasta cuatro capas (según la especie) cada año. Similar a como se hace en dendrocronología (método de datación basado en los anillos concéntricos de los árboles), tras la muerte de una ballena el número de capas puede ser contado para determinar la edad del animal en el momento de su muerte.